# Алатау (Толебійський район)
Алата́у (каз. Алатау) — село у складі Толебійського району Туркестанської області Казахстану. Адміністративний центр Алатауського сільського округу.
До 1992 року село називалось Новостройка.
Населення — 1853 особи (2021; 1874 у 2009, 1689 у 1999, 1595 у 1989).